# Schenkelring

Der Schenkelring (B) als zweites Glied des Insektenbeins.

Der Schenkelring (Trochanter) ist ein Glied des Beins von Gliederfüßern, das zwischen der Hüfte (Coxa) und dem Schenkel (Femur) liegt. Er ist meist ein kleines, von der Seite betrachtet dreiecksförmiges Sklerit.
Die Verbindung zur Hüfte ist immer dicondyl, besitzt also zwei Gelenke, die sich anterior und posterior befinden. Mittig an der Basis des Schenkelrings befindet sich ein gut entwickeltes Apodem, das in die Hüfte hinein reicht. Am anderen Ende des Schenkelrings befindet sich eine geneigt oder quer zum Schenkel liegende Verbindung, die kein echtes Gelenk ist, sondern, wenn überhaupt, nur minimal beweglich ist.
Der Schenkelring kann zwei Bauformen aufweisen: Der Trochanter compositus besteht aus zwei Teilen, dem Subtrochanter und dem Posttrochanter, und ist beweglich; der Trochanter simplex besteht hingegen aus einem einzelnen Ring.